# 五十里バイパス
五十里バイパス（いかりバイパス）は、栃木県日光市内を通る国道121号（国道352号重複）のバイパスである。

## 概要
五十里湖の湖岸を通る旧道区間は、道幅が狭く急なカーブが連続しているうえに、落石、土砂崩れなどの危険箇所も多く、早急な道路整備が望まれていた。日光地域における交流ネットワークの強化と災害に強く、快適で安全な交通の確保を目的とし、日光市藤原、栗山両地区の地域振興と観光客の増加など活力ある地域づくりに大きく寄与することが期待されている。
旧道は五十里湖の東側を通るが、バイパスはその対岸である西側を8つの橋梁と2つのトンネルで結んでいる。なお、旧道区間も国道121号の指定を受けている。

### 路線データ
- 起点：栃木県日光市西川（海尻橋交差点）
- 終点：栃木県日光市五十里（上ノ屋敷地内）
- 全体延長：2.46 km
- 総事業費：約102億円
- 車線：全区間2車線
- 幅員：9.0 m（車道部6.5 m）

## 歴史
- 1997年度（平成9年度） - 工事着手
- 2004年（平成16年）1月15日 - 全線開通

## 地理

### 通過する自治体
- 日光市

### 交差する道路
- 栃木県道249号黒部西川線

### 沿線にある施設など
- 五十里ダム（五十里湖）
- 野岩鉄道湯西川温泉駅
- 湯西川橋梁
- 道の駅湯西川
- 湯西川温泉